# James Barton
James Barton (1 de noviembre de 1890 – 19 de febrero de 1962) fue un actor de vodevil, teatro, cine y televisión de nacionalidad estadounidense.

## Biografía
Nacido en Gloucester City, Nueva Jersey, en el seno de una familia dedicada al teatro, Barton empezó en 1898 a actuar en espectáculos minstrel y burlesque representados en su condado. Sus años de experiencia trabajando con artistas afroamericanos le convirtieron en uno de los primeros bailarines de jazz de los Estados Unidos.
Tras actuar con compañías teatrales de repertorio por el sur y medio oeste del país, debutó en el circuito de Broadway con la revista musical The Passing Show of 1919, en un papel que originalmente estaba pensado para Ed Wynn. Con frecuencia, sus actuaciones eran los más destacado de unas producciones generalmente mediocres. Otras de las producciones teatrales en las que Barton actuó fueron Sweet and Low (1930), Tobacco Road (1933), Bright Lights of 1944 (con solo cuatro representaciones), The Iceman Cometh (1946), y Paint Your Wagon (1951). 
Mientras actuaba en Broadway, Barton alcanzó la cima de su carrera como artista de vodevil, siendo cabeza de cartel en el Palace Theater en ocho ocasiones entre marzo de 1928 y abril de 1932.
La carrera cinematográfica de Barton fue concurrente con sus actuaciones teatrales, iniciándose en 1923, en la época del cine mudo, y actuando en diferentes cortos de Paramount Pictures en 1929.  
Como actor televisivo, participó en los programas y series The Ford Television Theatre, Lux Video Theatre, Westinghouse Studio One, The Kaiser Aluminum Hour, Playhouse 90, Kraft Television Theatre, The Rifleman, The Americans, Adventures in Paradise, Naked City, y Frontier Circus.   
Como muestra de la calidad de Barton, fue considerado por Bing Crosby uno de sus diez artistas favoritos, junto a nombres de la talla de Al Jolson, Frank Sinatra, Lena Horne, Louis Armstrong, Judy Garland, y Nat King Cole.
James Barton falleció a causa de un infarto agudo de miocardio en el Hospital Nassau de Mineola, Nueva York, en 1962. Fue enterrado en el Cementerio Saint John, en el Condado de Queens, Nueva York.

## Filmografía parcial
- The Shepherd of the Hills (1941)
- The Time of Your Life (1948)
- Yellow Sky (1948)
- Wabash Avenue (1950)
- The Daughter of Rosie O'Grady (1950)
- Here Comes the Groom (1951)
- The Naked Hills (1956)
- The Misfits (1961)